# Karlsruhe (Schiff, 1914)
Die Karlsruhe war ein Kleiner Kreuzer der deutschen Kaiserlichen Marine, der im Ersten Weltkrieg eingesetzt wurde. Sie war das Typschiff der nach ihr benannten Kreuzerklasse.

## Bau
Mit dem Bau des Kreuzers, der die Haushaltsbezeichnung „Ersatz Seeadler“ trug, wurde am 21. September 1911 bei der Germaniawerft in Kiel begonnen. Am 11. November 1912 fand der Stapellauf statt. Die Taufe wurde vom Oberbürgermeister der Patenstadt Karlsruhe, Karl Siegrist, vollzogen.
Die Karlsruhe war das dritte deutsche Kriegsschiff mit einer kombinierten Öl- und Kohlebefeuerung. Aufgrund einiger Bauverzögerungen konnte sie erst am 15. Januar 1914 in Dienst gestellt werden. Nach einigen Umbauten und dem Abschluss der Probefahrten verließ die Karlsruhe am 15. Juni 1914 Kiel zu ihrem ersten und letzten Auslandseinsatz. Kommandant war zu dieser Zeit Fregattenkapitän Fritz Lüdecke.

## Vorkriegsfahrten

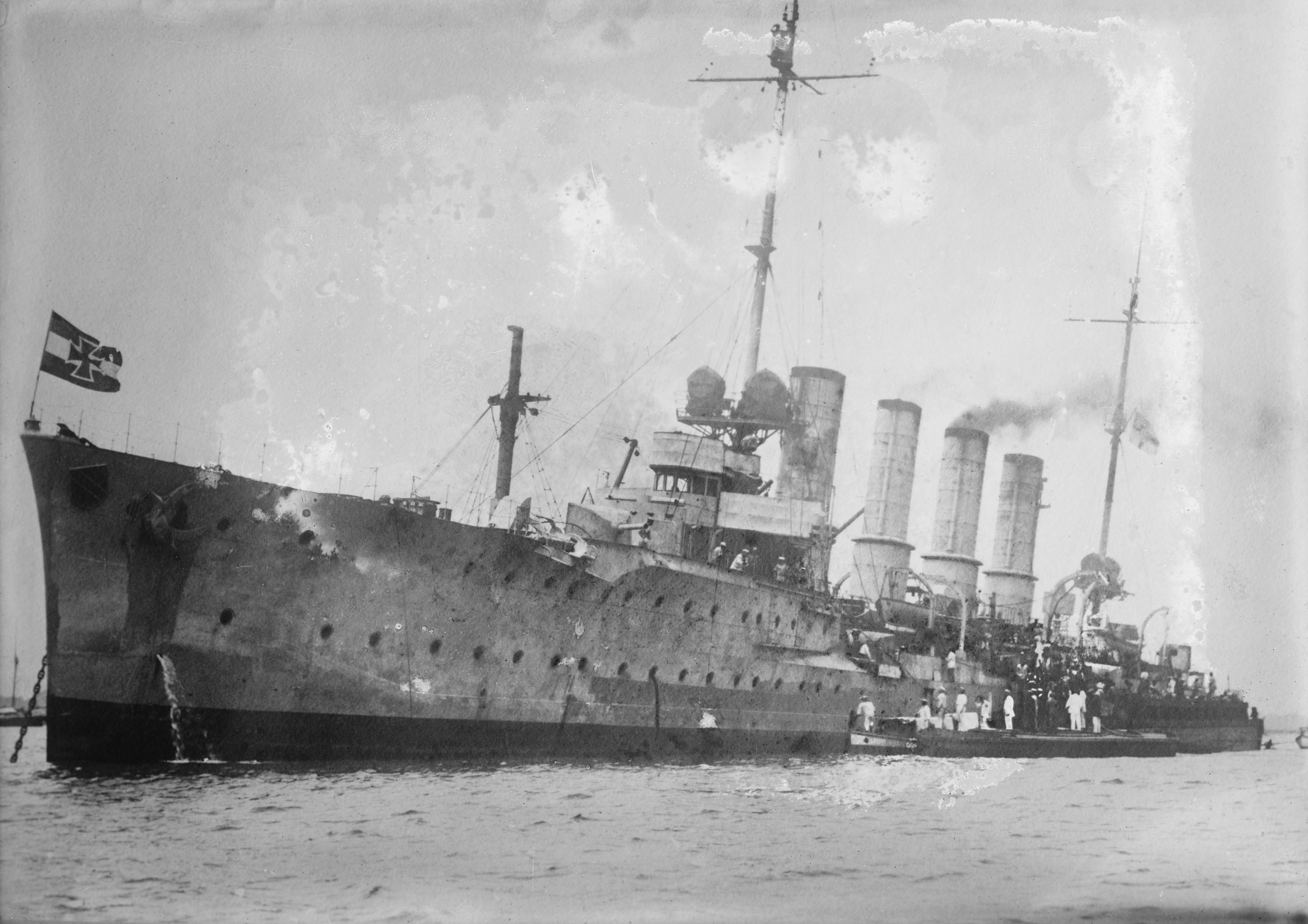
Die Karlsruhe am 9. August 1914 in San Juan

Die Karlsruhe war für den Überseedienst auf der ostamerikanischen Station vorgesehen, den bis dahin der Kleine Kreuzer Dresden ausgeübt hatte. Dabei sollte sie als deutscher Vertreter zu den Eröffnungsfeierlichkeiten des gerade fertiggestellten Panamakanals in Veracruz und im Herbst des Jahres 1914 zur Weltausstellung in San Francisco geschickt werden.
Über Ponta Delgada (Azoren) ging es zunächst nach Saint Thomas (Jungferninseln), wo die Kohlenvorräte ergänzt wurden. Ein Telegramm forderte nach dem Attentat von Sarajewo zur sofortigen Weiterfahrt und zu einer möglichst schnellen Vereinigung mit der Dresden auf.
Am 4. Juli 1914 traf die Karlsruhe mit dem Kleinen Kreuzer Straßburg zusammen. Letzterer hielt sich noch bis zum 20. Juli 1914 zur Wahrung deutscher Interessen in der Dominikanischen Republik und als Verstärkung für die Karlsruhe in der Karibik auf. Der eigentliche Stationskreuzer Dresden befand sich seit Januar 1914 wegen des Mexikanischen Bürgerkrieges meist in Veracruz. Im Juli flüchtete der ehemalige mexikanische Präsident Victoriano Huerta auf der Dresden ins Exil nach Jamaika.
Am 25. Juli 1914 traf die Karlsruhe auf der Reede von Port-au-Prince (Haiti) ein. Nach der Ankunft der Dresden am nächsten Tag wurde der bereits geplante Wechsel der Kommandanten durchgeführt. Fregattenkapitän Erich Köhler übernahm die Führung der Karlsruhe, während Fregattenkapitän Fritz Lüdecke auf die Dresden wechselte. Noch am selben Nachmittag verließen beide Schiffe die Reede wieder. Die Dresden trat die Heimfahrt an, während die Karlsruhe ihren Dienst auf der ostamerikanischen Station aufnahm. Am 28. Juli 1914 fing das Schiff einen Funkspruch auf, wonach die diplomatischen Beziehungen zwischen Österreich-Ungarn und Serbien abgebrochen worden waren. Der Krieg stand nun unmittelbar bevor. Mittags lief die Karlsruhe in Havanna (Kuba) ein, wo das Schiff noch einmal mit allem Notwendigen ausgerüstet wurde. Bereits am nächsten Morgen lief der Kreuzer wieder aus, um nicht vom Kriegsausbruch im Hafen überrascht zu werden. Er steuerte jetzt ostwärts in Richtung Atlantik.

## Erster Weltkrieg

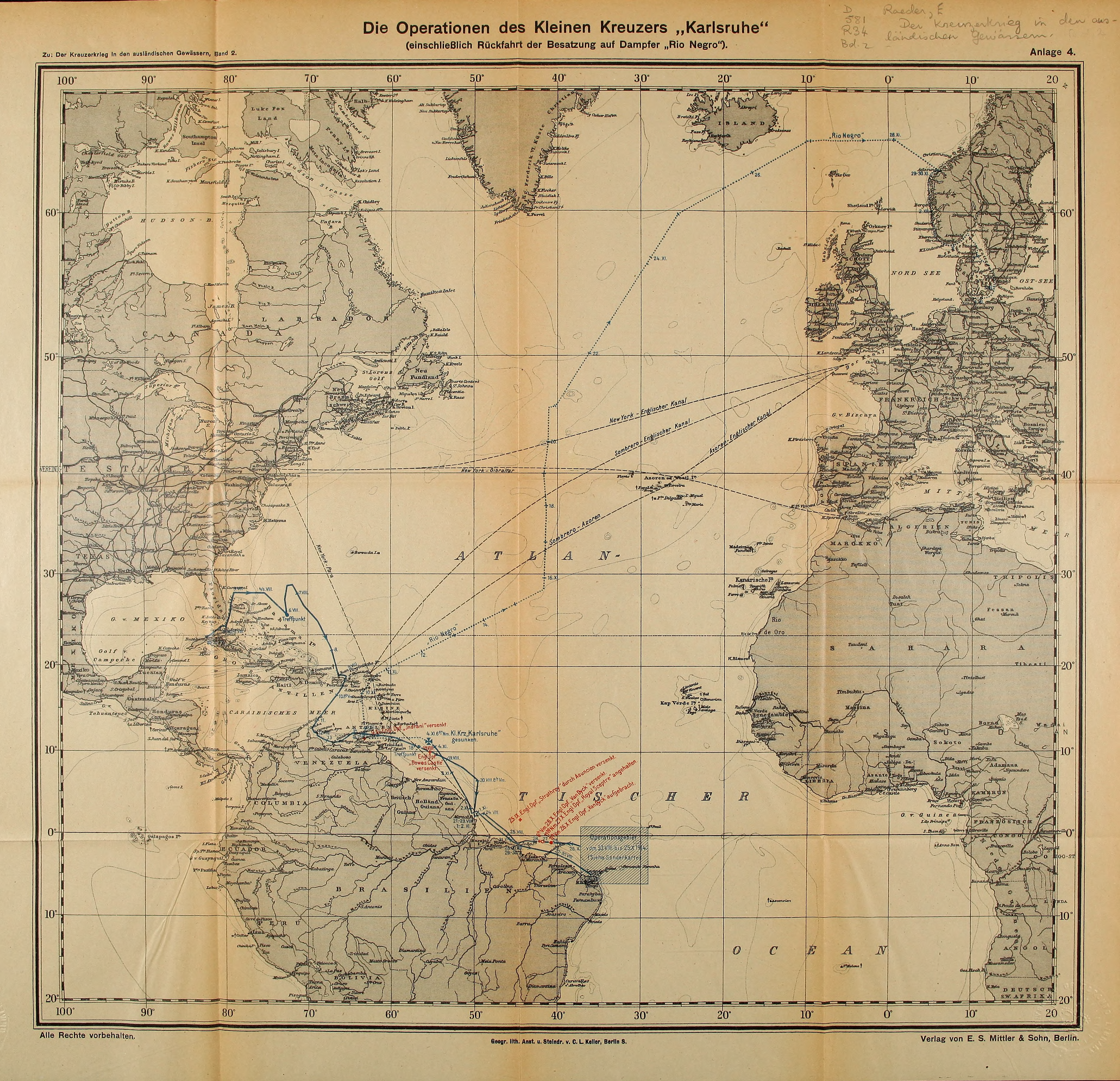
Die Operationen der Karlsruhe

Am 3. August 1914 erhielt der Kreuzer die Nachricht vom Kriegszustand mit Frankreich und Großbritannien. Die Karlsruhe hatte Kreuzerkrieg im Mittelatlantik zu führen. Entsprechend herrschte auf dem Kreuzer ab diesem Tag Kriegsmarschbereitschaft. Auf einer zuvor verabredeten Position östlich der Bahamas traf man am 6. August 1914 den Dampfer Kronprinz Wilhelm des Norddeutschen Lloyd. Er sollte zum Hilfskreuzer ausgerüstet werden; hierfür gab die Karlsruhe zwei 8,8-cm-Geschütze und Munition ab. Die Führung des Hilfskreuzers übernahm der Navigationsoffizier der Karlsruhe, Kapitänleutnant Thierfelder. Noch während der Ausrüstung wurden beide Schiffe vom britischen Panzerkreuzer Suffolk überrascht. Sofort wurden die Arbeiten abgebrochen, und die Schiffe liefen auf unterschiedlichen Kursen ab. Die Suffolk verfolgte die Karlsruhe, die mit Hilfe ihrer höheren Geschwindigkeit jedoch schnell entkommen konnte. Weil die Karlsruhe für ihre Höchstfahrt neben Kohlen auch Öl benötigte, wollte der Kommandant den neutralen Hafen Newport News anlaufen. Dieser Plan scheiterte aber, da man gegen 19:30 Uhr auf den Leichten Kreuzer Bristol stieß. Dieser hatte per Funk den Befehl erhalten, der Karlsruhe den Weg nach Norden abzuschneiden, während sich die Panzerkreuzer Berwick und Suffolk im Süden postieren sollten. Während des kurzen Gefechts mit der Bristol erzielte die Karlsruhe zwei Treffer und konnte selbst unbeschädigt nach Osten entkommen. Fregattenkapitän Köhler beschloss nun, nach San Juan (Puerto Rico) zu laufen. Am 9. August 1914 traf die Karlsruhe dort ein und übernahm sofort Kohlen. Mit Unterstützung der Besatzung des Hapagdampfers Odenwald konnten in 11 Stunden 550 Tonnen Kohlen übernommen werden. Bereits am nächsten Morgen lief die Karlsruhe wieder aus. Es gelang ihr, durch eine Inselpassage, welche nach den Seehandbüchern nicht für größere Schiffe zu empfehlen war, in die Karibik zu entkommen. Sieben gegnerische Schiffe suchten die Karlsruhe weiterhin im Atlantik. Nach einem letzten Aufenthalt in Willemstad auf Curaçao begann sie ihre Kaperfahrt.
Auf See traf sie mit dem Hapagdampfer Patagonia (3.016 BRT, Kapitän Kodewey) zusammen, der aus St. Thomas mit 2.000 Tonnen Kohlen und vielen Vorräten entsandt worden war. Die erste Prise war am 18. August 1914 der britische Frachter Bowes Castle (4.650 grt, 1913). Vom 21. bis 23. August übernahm die Karlsruhe von der Patagonia bei der Maraca-Insel 1300 Tonnen Kohlen, davon 130 Tonnen an Deck. Am 25. traf dann auch noch die Stadt Schleswig der Reederei Horn mit 800 Tonnen Kohlen bei den Sao Joao-Inseln mit den beiden anderen zusammen. In den nächsten Monaten kreuzte die Karlsruhe zwischen der Nordostspitze Brasiliens und dem Äquator. Am 31. August stießen noch der Hamburg-Süd-Dampfer Asuncion (4.665 BRT) und der NDL-Dampfer Crefeld (3.829 BRT) zu dem kleinen Verband, die mit Kohlen und Vorräten zur Karlsruhe geschickt worden waren. Als letzter Versorger stieß noch der Postdampfer Rio Negro (4..556 BRT) der Hamburg-Süd hinzu.

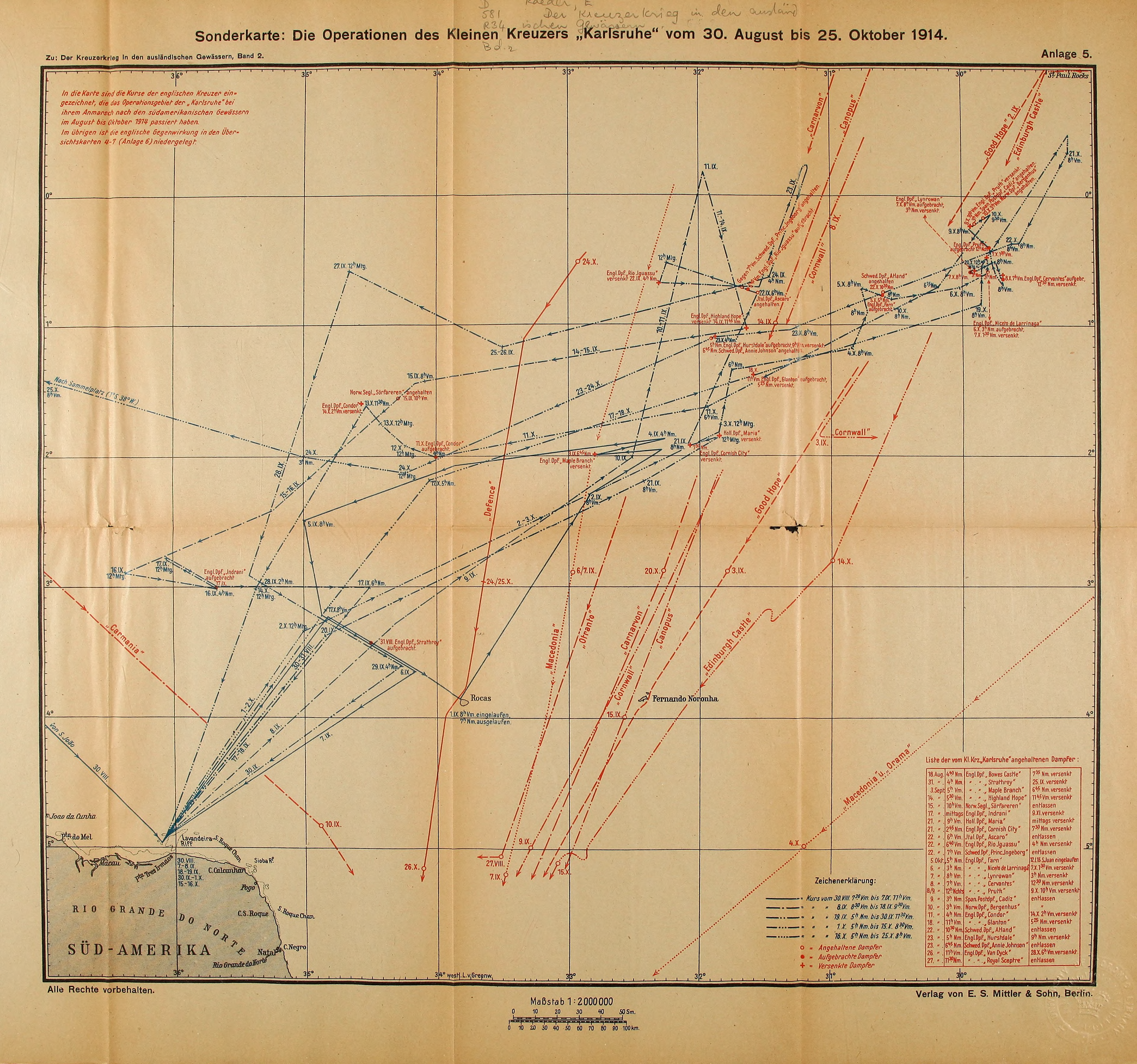
Die Operationen der Karlsruhe vom 30. August bis 25. Oktober 1914

Auf dem Seeweg zwischen dem Río de la Plata und Europa konnte sie in dieser Zeit insgesamt 17 Handelsschiffe (16 englische und ein niederländisches) mit einer Gesamttonnage von über 76.600 BRT aufbringen. Am 3. September versenkte sie die Maple Branch (4.338 grt, 1888), am 14. die Highland Hope (5.510 grt, 1903), am 21. die niederländische Maria (3.648 grt, 1898), die Cornish City (3.816 grt, 1906) und die Rio Iguassu (3.817 grt). Am 6. Oktober versenkte sie die Niceto de Larrinaga (5.018 grt), am 7. die Lynrowan (3.384 grt), am 8. dann die Cervantes (4.635 grt, 1895) 100 Meilen vor der brasilianischen Küste an den Sankt-Peter-und-Sankt-Pauls-Felsen und am 9. 90 Meilen nach Südwesten die Pruth (4.408 grt). Am 13. Oktober wurde die Crefeld mit 419 Gefangenen entlassen, mit denen sie am 22. Oktober Santa Cruz de Tenerife erreichte.
Am 18. wurde noch die Glanton (3.021 grt) und am 23. die Hurstdale (2.752 grt) versenkt. Drei Prisen (Strathroy mit 5.600 Tonnen Kohlen – seit dem 5. September –, Farn mit 7.000 Tonnen Kohlen und Indrani) dienten zeitweise als Hilfs- und Kohleschiffe. Alle übrigen Schiffe wurden versenkt, so auch der Passagierdampfer Vandyck (10.328 BRT, 1911, 15 Knoten, für 200 Passagiere) von der Lamport & Holt Line am 26. Oktober 1914. Es war das größte und zugleich letzte Schiff, welches die Karlsruhe versenken konnte. Die Besatzungen und die Passagiere aller gekaperten Schiffe wurden vollzählig gerettet. Die Asuncion wurde Ende des Monats mit den nächsten Gefangenen nach Para/Brasilien entlassen.
Die Karlsruhe nahm nun Kurs auf die Insel Barbados. Man hoffte, auf deren Reede weitere Schiffe kapern zu können. Bei den São João-Inseln wurden am 29. Oktober 1914 die Kohlenbunker aus der Prise Farn aufgefüllt. Drei Tage später fand dann die letzte Kohlenversorgung bei der Maraca-Insel (Amapá) statt, diesmal aus der Prise Indrani. Danach setzte die Karlsruhe mit den Begleitschiffen Rio Negro und Indrani ihren Weg nach Barbados fort. Die Aussichten auf einen erfolgreichen Handstreich gegen die Insel waren gut, da inzwischen kein britisches Kriegsschiff mehr in ihrer Nähe stand. Admiral Christopher Cradock war mit seinen Schiffen auf dem Weg in den Pazifik, um dort das Ostasiengeschwader unter Vizeadmiral Maximilian von Spee abzufangen. Außerdem hatte die Karlsruhe noch für längere Zeit genügend Brennstoff zur Verfügung.

## Untergang
Am 4. November 1914 um 18:30 Uhr erfolgte östlich der Insel Trinidad, auf der Position 11° 7′ N, 55° 25′ W, eine sehr heftige Explosion im Vorschiff. Dieses sackte sofort weg. Kommandoturm, Brücke, Fockmast und vorderer Schornstein flogen im hohen Bogen über Bord. Die Karlsruhe sank in nur 27 Minuten. 263 Männer, darunter der Kommandant, kamen ums Leben, viele über Bord Geschleuderte – die Mannschaften befanden sich zu diesem Zeitpunkt im Vorschiff unter Deck – verbrannten noch im Wasser. Die Ursache für die plötzliche Detonation konnte nicht eindeutig geklärt werden. Man vermutete einerseits eine Entzündung der Munition, die sich im Vorschiff befand. Eine andere mögliche Ursache war die Explosion des von der Prise Condor erbeuteten Schmieröls nach Zersetzung unter hoher Temperatur, welches man, mit Petroleum gemischt, als Heizöl für die eigenen Kessel verwendet hatte. Wahrscheinlicher ist die Selbstentzündung der Artilleriemunition in tropischer Hitze, da auch die Admiral Graf Spee bei ihrer Kriegsfahrt 1939 in den Tropen Schwierigkeiten bei der Kühlung der Munition hatte, um eine Selbstentzündung derselben zu verhindern, und man sich dabei an das Schicksal der Karlsruhe erinnerte.
146 Überlebende konnten mit dem Begleitschiff Rio Negro unter der Führung des 1. Offiziers, Kapitänleutnant Studt, die Heimreise antreten. Diese war für die Besatzung sowohl eine körperliche Strapaze wie navigatorische Glanzleistung. Da der Untergang in tropischen Gewässern erfolgte, hatte die gerettete Besatzung nur leichte Kleidung am Leib und fror auf der Heimreise stark. Man behalf sich mit aus Wolldecken und Segeltuch genähter Ersatzkleidung für die Wachen und schickte die anderen in die warmen Kesselräume. Die Rio Negro war nur für den Tropendienst vorgesehen, daher fehlte jegliches Kartenmaterial für die nördlichen Regionen um Island und Norwegen. Es zeugt vom seemännischen Können, dass die Rio Negro vom Feind unbemerkt trotz der Winterstürme und des Umweges über die Eisregionen am 6. Dezember 1914 Kiel erreichte. Sie wurde anschließend über den Kaiser-Wilhelm-Kanal zur Nordsee gebracht und auf der Jade verankert. Die Geheimhaltung über den Untergang der Karlsruhe und die Rückkehr der Überlebenden war so vollkommen, dass die Royal Navy noch bis April 1915 nach dem deutschen Kreuzer suchte.
Die Karlsruhe war nach der Emden der erfolgreichste deutsche Kreuzer, der in fernen Gewässern auf Kaperfahrt war.

### Versenkungen und Prisen des KreuzersKarlsruhe
17 Schiffe:
|    | Name               | Typ                      | Land           | Datum                              | BRT   | Ladung |
| 1  | Bowes Castle       | Frachter Bj. 1913        | Großbritannien | 18. August 1914 9.54 N, 55.10 W    | 4650  | auf dem Weg von Antofagasta nach New York, Ladung Nitrate und Silbererz, Besatzung am 2. September mit der Stadt Schleswig in San Luis de Maranho |
| 2  | Strathroy          | Frachter Bj. 1909        | Großbritannien | 31. August 1914 3.35 S, 34.35 W    | 4336  | mit 6000 t Kohlen von Norfolk nach Rio de Janeiro, als Kohlendampfer KD 1 bis 26. Oktober als Prise mitgeführt und entladen, nahe Atol de Rocas versenkt |
| 3  | Maple Branche      | Frachter Bj. 1905        | Großbritannien | 3. September 1914 1.59 S, 32.47 W  | 4338  | mit Zuchtvieh und 2000 t Ladung von Liverpool nach Callao, Vieh geschlachtet, Besatzung auf Crefeld |
| 4  | Highland Hope      | Passagierschiff Bj. 1903 | Großbritannien | 14. September 1914 1.03 S, 31.45 W | 5150  | von Liverpool nach Buenos Aires in Ballast, Besatzung auf Crefeld |
| 5  | Indrani            | Frachter Bj. 1912        | Großbritannien | 17. September 1914 3.00 S, 35.40 W | 5706  | von Norfolk nach Rio de Janeiro mit 6700 t Kohlen, als Kohlendampfer KD 2 Hoffnung als Prise mitgeführt, nach dem Untergang der Karlsruhe von Rio Negro am 9. November versenkt                                                                                                  |
| 6  | Cornish City       | Frachter Bj. 1906        | Großbritannien | 21. September 1914 1.55 S, 32.05 W | 3816  | von Barry nach Rio de Janeiro mit 5500 t Kohlen, |
| 7  | Maria              | Frachter Bj. 1898        | Niederlande    | 21. September 1914                 | 3648  | |
| 8  | Rio Iguassu        | Frachter Bj. 1898        | Großbritannien | 22. September 1914 0.40 S, 31.20 W | 3817  | von Newcastle nach Rio de Janeiro mit 4800 t Kohlen, Kohlen zum Teil übernommen |
| 9  | Farn               | Frachter Bj. 1910        | Großbritannien | 22. September 1914 0.46 S, 30.50 W | 4393  | von Barry nach Montevideo mit 6000 t Kohlen, als Kohlendampfer KD 3 als Prise mitgeführt, als Karlsruhe am vereinbarten Treffpunkt nicht erscheint nach San Juan, Puerto Rico, eingelaufen, dort interniert, im April 1917 zurück an Eigner, am 19. November 1917 durch versenkt |
| 10 | Niceto de Larinaga | Frachter Bj. 1912        | Großbritannien | 6. Oktober 1914 0.35 S, 29.48 W    | 5018  | von Buenos Aires nach London mit Viehfutter, Mais und Getreide; Lebensmittel und Vorräte übernommen |
| 11 | Lynrowan           | Frachter Bj. 1907        | Großbritannien | 7. Oktober 1914 0.25 S, 29.54 W    | 3384  | von Buenos Aires nach Liverpool mit landwirtschaftlichen Produkten, einige Bootsladungen Zucker übernommen |
| 12 | Cervantes          | Passagierschiff Bj. 1907 | Großbritannien | 9. Oktober 1914 0.40 S, 29.40 W    | 4635  | von Callao nach Liverpool mit landwirtschaftlichen Produkten |
| 13 | Pruth              | Frachter Bj. 1905        | Großbritannien | 8. Oktober 1914 0.27 S, 29.46 W    | 4408  | von Meijillones nach ?? mit Düngemitteln und Getreide, Vorräte übernommen |
| 14 | Condor             | Frachter Bj. 1893        | Großbritannien | 11. Oktober 1914 2.00 S, 34.00 W   | 3053  | von Philadelphia nach Valpareiso mit gemischter Ladung, 150 t Schmieröl als Kohlenzusatz übernommen, erst am 14. versenkt vorhandene Gefangene mit Crefeld nach Teneriffa |
| 15 | Glanton            | Frachter Bj. 1894        | Großbritannien | 18. Oktober 1914                   | 3021  | von Barry nach Montevideo mit gemischter Ladung und 3800 t Kohle, Öl und Vorräte übernommen, |
| 16 | Hurstdale          | Frachter Bj. 1902        | Großbritannien | 23. Oktober 1914 1.11 S, 31.55 W   | 2752  | von Rosario nach Bristol mit 4664 t Mais, |
| 17 | VanDyck            | Passagierschiff Bj. 1911 | Großbritannien | 26. Oktober 1914 1.14 S, 40.40 W   | 10328 | von Buenos Aires nach New York mit 210 Passagieren, Gefrierfleisch und Stückgut, Gefrierfleisch vom Kreuzer und den Versorgern übernommen, erst am 28. versenkt vorhandene Gefangene, Besatzung und Passagiere mit Asuncion nach Belem                                           |
| == | Royal Sceptre      | Frachter Bj. 1906        | Großbritannien | 27. Oktober 1914 0.52 N, 41.37 W   | 3838  | von Santos nach New York mit Kaffeeladung, Weiterfahrt erlaubt, da Ladung amerikanisches Eigentum und eigentliches Ziel Kanada nicht erkannt wird |

gekaperte Tonnage: 76.609 BRT

## Kommandanten
- Fregattenkapitän Fritz Lüdecke: von der Indienststellung im Januar 1914 bis Juli 1914
- Fregattenkapitän Erich Köhler: von Juli 1914 bis zum Untergang Anfang November 1914 (†)